# Sweet California
Le Sweet California sono un girl group spagnolo formato nel 2013 e composto da Sonia Gómez, Alba Reig e Tamara Nsue, quest'ultima in sostituzione a Rocío Cabrera dal 2016.

## Carriera
Le Sweet California nascono da un progetto della compagnia di management che nel 2009 aveva lanciato la boy band spagnola di successo Auryn. In seguito a delle audizioni, il 23 gennaio 2013 è stata creata la formazione decisiva: Sonia Gómez, Alba Reig e Rocío Cabrera.
Le ragazze sono state messe sotto contratto con la Warner Music Spain, che a luglio dello stesso anno ha lanciato il loro singolo di debutto, Infatuated. Il brano ha raggiunto il 9º posto nella classifica spagnola dei singoli ed è stato seguito all'inizio del 2014 da un secondo singolo, This Is the Life, che ha debuttato al 10º posto. I due singoli hanno anticipato l'album di debutto Break of Day, che ha raggiunto la vetta della classifica degli album e ha ottenuto un disco d'oro per le oltre 20 000 copie vendute a livello nazionale. Le Sweet California sono state candidate agli MTV Europe Music Awards 2014 nella categoria Migliore artista spagnolo.
Nel 2015 è uscito il secondo album, Head for the Stars, che anche questa volta è arrivato al primo posto in classifica in Spagna e ha conquistato un disco d'oro. Il gruppo è stato nuovamente candidato agli MTV Europe Music Awards 2015, questa volta vincendo lo stesso premio per cui era stato candidato l'anno precedente. Nel 2016 è uscito 3, il terzo album delle Sweet California, che è diventato il loro terzo disco in vetta alla classifica, nonché terzo disco d'oro.
Il 15 febbraio 2016 è stato annunciato che Rocío Cabrera aveva lasciato il complesso per problemi di stress, e che sarebbe stata rimpiazzata da Tamara Nsue. Con la nuova formazione è stato registrato il quarto album delle Sweet California, Origen, il primo a mancare la vetta della classifica spagnola, piazzandosi al secondo posto.

## Membri
- Alba Reig Gilabert (Alicante, 5 maggio 1992)
- Sonia Gómez González (Siviglia, 28 luglio 1991)
- Tamara Nsue Sánchez (Madrid, 8 luglio 1993)

Precedenti
- Rocío Cabrera Torregrosa (Benissa, 23 gennaio 1993) – fino al 15 febbraio 2016

## Discografia

### Album in studio
- 2014 – Break of Day
- 2015 – Head for the Stars
- 2016 – 3
- 2018 – Origen
- 2022 – Land of the Free Vol. 1

### Raccolte
- 2019 – Hits Reloaded

### Singoli
- 2013 – Infatuated
- 2014 – This Is the Life
- 2014 – Comprende (It's Over)
- 2015 – Vuelvo a ser la rara
- 2015 – Hey Mickey
- 2015 – WonderWoman (feat. Jake Miller)
- 2015 – Good Lovin'
- 2015 – Down with Ya (feat. Madcon)
- 2016 – Good Lovin' 2.0
- 2016 – Good Life
- 2016 – Hollywood
- 2016 – Ladies' Night
- 2016 – Vuelves (feat. CD9)
- 2016 – Hum (feat. Juan Magán)
- 2017 – Ay Dios mío!
- 2018 – Hey Hola Hello!
- 2018 – Loca
- 2018 – El amor es el amor
- 2019 – Guay
- 2019 – Lunes
- 2019 – Me gusta
- 2021 – Whisper
- 2021 – Bet on Me
- 2021 – Tu mitad de la cama